# Nitro coloranti
I coloranti del gruppo nitro sono una delle classi di coloranti in cui è suddiviso il Colour Index. Chimicamente sono strutture aromatiche coniugate, anche attraverso legami amminici, in cui è presente come cromogeno uno o più gruppi nitrici -NO2. Essendo il colore caratterizzato in prevalenza dal gruppo nitrico, varia solamente fra le tinte del giallo e dell'arancio. Il primo nitro colorante, come scoperta e come formula di struttura, è l'acido picrico.
Alcuni rappresentanti della categoria sono:
- Giallo Acido 1
- Arancio Acido 3
- Giallo Disperso 42
- Giallo Disperso 70
- Pigmento Bruno 22

## Applicazioni
La caratteristica principale è l'economicità comparata all'alta resistenza alla luce, prerogativa che nonostante l'esiguo numero di rappresentati rende i nitro coloranti applicabili nella tintura tessile e nella stampa tessile soprattutto per lana, seta e fibre poliammidiche e poliestere, nella colorazione della pelle e del cuoio. Recenti prodotti hanno trovato applicazione nella stampa trasfer e nell'ink-jet. Fra gli svantaggi pesano principalmente la bassa resa colore con assorbività molare bassa (εmax=5000 - 8000), ed il fatto che spesso all'interno della struttura molecolare sono presenti gruppi di ammine aromatiche sospettate di essere cancerogene. L'aumento del potere colorante può essere implementabile sostituendo il gruppo amminico con un gruppo azoico, il che però farebbe cambiare anche classe al colorante.
Alcuni nitro coloranti possiedono proprietà erbicida e fungicida.
L'esanitrodifenilammina è un esplosivo.

## Preparazione
A livello industriale si ottengono con un passaggio finale di condensazione fra un'ammina aromatica con sistemi aromatici già contenenti il gruppo nitrico.